# Ben Okri

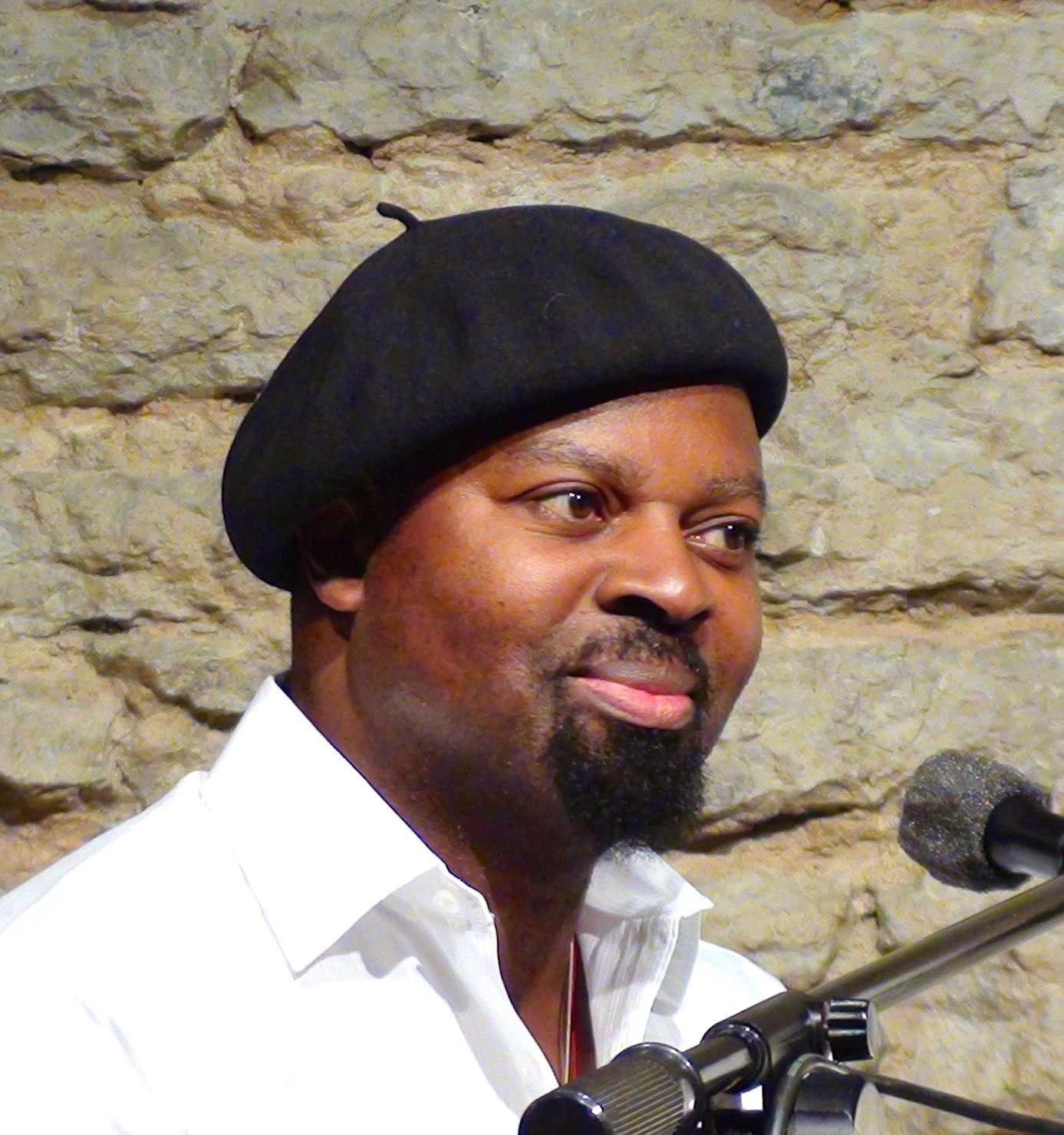
Ben Okri

Sir Ben Okri, OBE (* 15. März 1959 in der damaligen Northern Region im heutigen nigerianischen Bundesstaat Niger in der Stadt Minna, Nigeria), ist ein nigerianischer Schriftsteller.

## Leben
Als Zweijähriger kam er mit seinen Eltern nach London, wo sein Vater Jura studierte und er selbst schließlich seine Schulausbildung begann. 1966 kehrte er nach Nigeria zurück, wuchs in Ibadan, Ikenne und Lagos auf, absolvierte schließlich die höhere Schule am Urhobo College in Warri und begann in dieser Zeit auch, sich dem Schreiben zuzuwenden. Nach dem Schulabschluss wartete er auf seine Zulassung zum Studium an einer nigerianischen Universität und war in verschiedenen Berufen tätig: Er arbeitete in einem Betrieb der chemischen Industrie, als Journalist für ein Magazin in Lagos und unterrichtete Mathematik. Als Ben Okri 1978 noch immer keinen Studienplatz in Nigeria bekommen hatte, ging er zurück nach London, wo er – unterbrochen nur durch kurze Reisen in sein Heimatland – bis heute lebt und arbeitet, und immatrikulierte sich für vergleichende Literaturwissenschaften an der Essex University. In seiner Studienzeit veröffentlichte er einen Roman und zwei Theaterstücke, die er auch auf die Bühne brachte. Weil er das Stipendium gestrichen bekam, musste er die Hochschule aus Geldmangel verlassen und wurde temporär obdachlos. Mit einem Kleinkredit von Freunden machte er einen Neustart, indem er Literaturkritiken verkaufte und Kurzgeschichten publizierte. Er arbeitete zudem als Rundfunksprecher für die BBC und als Herausgeber für Dichtkunst des West Africa Magazine.
Nachdem er als produktiver Schriftsteller eine Vielzahl eigener Werke publiziert  und mit The Famished Road 1993 den Booker Prize gewonnen hatte, sagte er im Interview des Guardian über sich, er habe als Autor drei Leidenschaften: „Roman, Dichtkunst und Drama“. Über seine Gedichte schrieb der Tagesspiegel: „In viel knapperer Form als in der Prosa zeigen Ben Okris Gedichte den Kosmos Afrika in seiner ganzen Zerrissenheit. Den Abgründen ökonomischen und sozialen Elends des oft von Bürgerkriegen erschütterten Gesellschaften stellt er die zartesten Gefühlsstimmungen entgegen. Afrikas Kulturen erscheinen im Licht lebendiger Traditionen, Mythen und Legenden, die die Menschen in ihrem Denken und Handeln stets begleiten.“ Okri, heißt es weiter, blicke optimistisch auf seinen Kontinent, weil er ungenutzte Möglichkeiten aufzeige. Im Herbst 2018 brachte er im Londoner Coronet Theatre in Notting Hill als Regisseur eine eigene Bühnenfassung von Der Fremde von Albert Camus heraus. Die Substanz dieses Buches habe in der Gegenwart viele neue Gesichtspunkte und eine Reihe von „Hamlet-Fragen“ aufzuwerfen.
Okri ist gegenwärtig (2019) Vice-President of the English Centre of International PEN.

## Werke

### Bücher
- Flowers and Shadows. Longman, London 1980
- The Landscapes Within. Longman, London 1981
- Before the Euphoria Ends. in West Africa, 2. September 1985, S. 1793–4
- Incidents at the Shrine. Vintage, London 1986, dt. Maskeraden und andere Erzählungen
- Stars of the New Curfew. Penguin, London 1988
- The Famished Road. Vintage, London 1991, dt. Die hungrige Straße
- An African Elegy. Cape, London 1992, dt. Afrikanische Elegie
- Songs of Enchantment. Cape, London 1994, Fortsetzung von 'Famished Road'
- Astonishing the Gods. Phoenix House, London 1995, dt. Der Unsichtbare
- Birds of Heaven. Orion 1995, dt. Vögel des Himmels – Wege zur Freiheit
- Dangerous Love. Phoenix House, London 1996, dt. Verfängliche Liebe
- A Way of Being Free. Phoenix House, London 1997
- Infinite Riches. Phoenix House, London 1998, Fortsetzung von 'Songs of Enchantment'
- Mental Fight. Phoenix House, London 1999
- In Arcadia. Weidenfeld, London 2002
- Starbook. Rider, London 2007
- Tales of Freedom. Rider, London 2009
- A Time for New Dreams. Rider, London 2011
- Wild. Rider, London 2012, ISBN 978-1786694508.
  - Wild – Gedichte, übersetzt von Brigitte Oleschinski, Verlag Das Wunderhorn, Heidelberg/Neckar 2014.
- Stars Of The New Curfew, 2015
- In Arcadia, Head of Zeus, London 2015. ISBN 978-1784082574.
- A Way of Being Free, Head of Zeus, 2015. ISBN 978-1784082567.
- The Magic Lamp: Dreams of Our Age, Märchen für Erwachsene, Apollo, London 2017. ISBN 978-1786694508.
- Rise Like Lions: Poetry for the Many, Gedichte Anthologie, Hodder Paperbacks 2018. ISBN 978-1473676169.
- The Freedom Artist, Roman, Head of Zeus, London 2019. ISBN 978-1788549592.

### Film
- N – The Madness of Reason (documentary, 2014)[5]

## Auszeichnungen
Ben Okri ist Fellow der Royal Society of Literature und bekam 2001 den Orden Officer of the British Empire. Neben dem Booker-Prize 1993 gewann er den Commonwealth Writers Prize for Africa, den Aga Khan Prize for Fiction und den Literaturpreis Chianti Rufino-Antico Fattore. Im Juni 2023 wurde Okri in den Ritterstand erhoben.